# Achille Bertarelli
Achille Bertarelli (Milano, 12 novembre 1863 – Roma, 20 maggio 1938) è stato un collezionista d'arte e scrittore italiano.

## Biografia

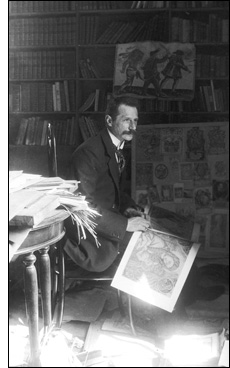
Achille Bertarelli

Nasce a Milano nel 1863, due anni dopo l'unità italiana, da Pier Giuseppe e Carolina Nessi. Inizia gli studi nella sua città natale e li completa a Bologna, dove si laurea nel 1888. Finiti gli studi, entra nell'officina di candele paterna, insieme ai fratelli maggiori Giulio e Luigi Vittorio, con i quali, alla morte del padre, trasforma l'azienda nella "Fabbrica di Arredi Sacri F.lli Bertarelli", attiva fino agli anni settanta del Novecento.
Nel 1894 fonda insieme al fratello Luigi Vittorio il "Touring Club Ciclistico Italiano", ora Touring Club Italiano.
Ben presto si manifestò in lui una passione per la raccolta e lo studio di stampe incise e di libri illustrati. Fin dall'inizio della sua attività di collezionista, verso il 1890, volse i suoi interessi ai prodotti minori dell'arte incisoria, che erano di solito trascurati dai raccoglitori e dagli storici dell'arte.
Nel 1893 rileva il "Fondo Remondini", una casa editrice di Bassano del Grappa attiva dal XVII secolo alla fine dell'Ottocento, salvando dal macero molte stampe. Acquista anche il "Fondo Carlo Cattaneo", costituito da alcuni libri raccolti per una istituenda Biblioteca Politica Italiana.
Nel 1897 conosce Giuseppe Fumagalli, allora direttore della Biblioteca di Brera, con il quale fonda la Società Bibliografica Italiana di cui è vicepresidente sino alla prima guerra mondiale, quando con la morte dell'ultimo presidente Francesco Novati la società si scioglie.
Nel 1925 prende corpo l'idea di donare la sua vasta collezione di stampe alla città di Milano. La donazione si concretizza nel 1927, quando viene istituita dal comune di Milano la Civica Raccolta Stampe, presso alcune sale della cortina sud del Castello Sforzesco.
Nel 1938 si ammala di influenza a Roma, dove si è recato per presentare la sua ultima opera all'Accademia Italiana. In seguito a delle complicazioni dovute a una polmonite, muore a Roma il 20 maggio 1938.

## Opere
- Gli ex libris italiani, Milano, 1902;
- Il biglietto da visita italiano. Contributo alla storia del costume e dell'incisione nel sec. XVIII, Bergamo, 1911;
- Catalogo, 3 voll., Bergamo, 1925;
- Tre secoli di vita milanese nei documenti iconografici. 1630-1875, Milano, 1927;
- L'imagerie populaire italienne, Parigi, 1929;
- Le carte geografiche dell'Italia, Milano, 1930;
- Le stampe storiche conservate nella raccolta del Castello Sforzesco, Milano, 1932;
- Le incisioni di G. M. Mitelli, Milano, 1940.